# Pražská defenestrace (1419)
První pražská defenestrace je událost z neděle 30. července 1419, kdy novoměstští husité vedení Janem Želivským zaútočili na Novoměstskou radnici a svrhli z oken a zabili protihusitsky zaměřené představitele města. Tato podle všeho předem připravená akce je považována za počátek husitských válek.

## Předcházející události
Upálení Mistra Jana Husa v Kostnici 6. července roku 1415 bylo velkou ranou všem příznivcům jeho myšlenek a prohloubilo propast mezi nimi na straně jedné a církví a Zikmundem Lucemburským na straně druhé. Čeští a moravští šlechtici, kteří dříve podpořili svými pečetěmi stížné listy na obranu a proti věznění Jana Husa a Jeronýma Pražského adresované kostnickému koncilu a Zikmundovi, založili 5. září 1415 husitský svaz. V reakci na to byla v Českém Brodě ustavena 1. října katolická liga, která však byla méně početná. Král Václav IV. se po nějakou dobu snažil nové hnutí pod obojí tolerovat, i s ohledem na nutnou podporu šlechty.

### Spory o kostely
V říjnu 1415 na nátlak koncilu a Jana Železného vyhlásil Konrád z Vechty, pražský arcibiskup, zpřísnění interdiktu nad Prahou, oficiálně pro přítomnost Jana z Jesenice. Pražské obyvatelstvo bylo převážně prohusitské. Počátkem listopadu 1415 provedli Husovi sympatizanti v Praze takzvaný „dušičkový“ převrat, kdy z části kostelů a far vyhnali katolické duchovní a nahradili je vlastními, oddanými kalichu. Pohrůžkami nutili k obnovení bohoslužeb. Vše proběhlo bez větších excesů, stejně jako pokračování akce v lednu 1416. Katolíci poté mohli navštěvovat své bohoslužby jen na Vyšehradě nebo mimo město. 2. prosince 1416 však král přikázal vrátit pražské fary vyhnaným katolíkům. Kališníkům jich ponechal pouze osm. Brzy poté vyhlásil arcibiskup koncilní zákaz kalicha, který ovšem nebyl dodržován. Interdikt nad Prahou zrušil až v únoru 1419 poté, co král Václav vypověděl Jana Jesenice z Prahy.
Po nátlaku bratra Zikmunda, aby situaci řešil, pak 25. února 1419 vyhlásil král rozhodnutí o dalším omezení husitských liturgií - směly se konat kromě soukromých kaplí jen v některých kostelech, přičemž veřejné zpívané bohoslužby a veřejná kázání byly povoleny jen ve třech kostelech (sv. Benedikta na Starém Městě a Panny Marie Sněžné a sv. Ambrože na Novém Městě).

### Vyhrocení situace na jaře 1419
Omezení kališnických bohoslužeb vyvolalo v Praze značnou nespokojenost a začalo docházet k nepokojům i násilným činům. V té době získal mimořádnou oblibu novoměstský radikální kazatel Jan Želivský, který byl vypuzen z kostela sv. Štěpána a kázal nyní v kostele Panny Marie Sněžné.
Na konci června byl král při návštěvě kostela sv. Apolináře nečekaně obestoupen davem Pražanů v čele s Mikulášem z Husi, který přednesl požadavky husitské Prahy na návrat poměrů před únor 1419. Král se nevyjádřil k obsahu a vyložil si to jako opovážlivost, kterou je nutno potrestat. Z Prahy vypověděl Mikuláše z Husi a 6. července (snad provokativně k výročí Husova upálení) kompletně vyměnil novoměstskou radu, v níž nyní měli katolíci převahu. Noví konšelé zatkli několik husitů (pravděpodobně účastníků vystoupení Mikuláše u krále), vyhnali z far husitské žáky a zakázali husitská procesí (což bylo směřováno hlavně proti Janu Želivskému).
Během jara 1419 se značně radikalizovalo venkovské obyvatelstvo, které se začalo shromažďovat při tzv. poutích na hory. Pouti konané 22. července na vrchu Burkovák (nazvaném Tábor) se zúčastnili i pražští husité. Bylo zde dohodnuto společné setkání Na Křížkách (na Mandavě) na 28. září a uzavřena dohoda o vzájemné pomoci. Pravděpodobně se zde řešily i podrobnosti k ozbrojenému vystoupení plánovanému na 30. července, které mělo vrátit Nové Město pod husitskou kontrolu a přimět krále ke změně jednání.

## Průběh 30. července 1419
Akce to byla nepochybně připravovaná, nikoli náhodná, mnoho účastníků přišlo na Želivského kázání v chrámu Panny Marie Sněžné se zbraněmi. Pravděpodobně šlo o přípravu na osvobození vězňů - radikálů z Novoměstské radnice. Po kázání se dav v čele s Janem Želivským nesoucím nad sebou tělo boží vydal k farnímu kostelu sv. Štěpána, který byl dříve husitským působištěm a kde probíhala nedělní mše. Vyhnali přítomné a zdevastovali a vyrabovali blízkou faru, Želivský zde asi uskutečnil i bohoslužbu. Krátce před půl desátou namířil dav Žitnou nebo Ječnou ulicí k Novoměstské radnici, kde se sešli někteří z konšelů v čele s purkmistrem Janem Podvinským a několik dalších osob (věděli nejspíš o jakési plánované akci od svých zvědů na Burkováku). Dav požadoval propuštění vězněných stoupenců přijímání podobojí, což bylo radními odmítnuto. Místo toho byli údajně někteří z vězněných pro výstrahu na nádvoří popraveni. Poté vtrhli vzbouřenci do radnice a přítomné vyhodili z oken, pod nimiž byli krutě ubiti. Zemřelo 13 či 14 osob, z toho čtyři konšelé. Nikdo z davu se nedotkl žádné z jejich cenností, aby na akci nepadl ani stín podezření z nečestných úmyslů. Dle svědectví Vavřince z Březové se útoku na radnici zúčastnil Jan Žižka: "zde od radnice začal být Žižka proslulým". Je velmi nepravděpodobné, že útok vyprovokoval kámen hozený z radnice, který zasáhl monstranci nesenou Želivským, jak událost popisují některé kroniky, což převzali i někteří dřívější historikové, přesvědčení o spontánní akci rozzuřeného davu. Takto je událost ztvárněna i ve filmu Jan Žižka, druhém dílu Vávrovy Husitské trilogie.
Vzápětí poté přijel na místo činu podkomoří Jan Bechyně, který sám patřil k husitské straně u králova dvora, s oddílem jízdných (údajně se 300 jezdci). Je možné, že dorazil záměrně se zpožděním a rozhodně nijak nezasáhl a místo opustil. Bylo však potřeba nějak legalizovat akci, která byla de facto vzpourou. K radnici byli svolání pod hrozbou trestu všichni novoměstští majitelé domů a nájemníci, aby tzv. velká obec zvolila čtyři hejtmany, kteří budou spravovat Nové Město až do ustavení nových konšelů a dbát na dodržování pořádku. Mnoho nepřátel kalicha město urychleně opustilo. Krále Václava zpráva o zabití jím dosazených konšelů dostihla na Novém hradu u Kunratic a vyvolala u něj záchvat hněvu, který bývá kladen do souvislosti s jeho smrtí o několik týdnů později.

## Důsledky a následné události
Po prvotním hněvu Václav IV. kapituloval, zřejmě i pod vlivem svého okolí, protože na královském dvoře byla řada sympatizantů převratu, kteří o něm možná byli i předem informováni. Podobně jako v roce 1418, kdy došlo k obdobné události ve Vratislavi (která snad inspirovala i původce pražského převratu), souhlasil s ustavením nové městské rady a spokojil se s tím, že se mu Novoměstští omluví a pokoří se. Už 2. srpna oficiálně schválil nově zvolené konšely.
16. srpna král zemřel a zpráva o tom vyvolala v Praze vlnu vyhánění katolíků, útoky na kláštery (nejznámější obětí byl 17. srpna vypálený kartuziánský klášter Zahrada Panny Marie) a obrazoborectví. Správu království převzala prozatímní vláda v čele s královnou Žofií a nejvyšším purkrabím Čeňkem z Vartenberka, která měla vyjednat se Zikmundem podmínky nástupnictví (obsahovaly i legalizaci dvojvěří). Obávala se však pražských radikálů, kteří by mohli být posíleni příchodem venkovských husitů na podzimní sraz v Praze, dohodnutý na setkání Na Křížkách, a tak vojensky zajistila Pražský hrad a Malou Stranu. Novoměstští husíté se oplátkou 25. října zmocnili Vyšehradu (vydal jim ho bez boje Jan Řitka z Bezdědic) a 4. listopadu zaútočili společně se Staroměstskými na Malou Stranu. Po několika dnech bylo uzavřeno příměří, jehož součástí však bylo vydání Vyšehradu prozatímní vládě. Venkovští husité Prahu brzy opustili.
Zikmund se rozhodl, že husitskou Prahu je nutno pokořit. Nejprve při přijetí delegace pražských měst v Brně vyžadoval odstranění zátaras, pak se pokusil Pražany zastrašit demonstrativní popravou původců vratislavského převratu, a když za ním v květnu 1420 přijelo pražské poselstvo žádat o odpuštění všech provinění, ponížil ho požadavkem odevzat všechny zbraně na Vyšehrad. Poté se Praha rozhodla postavit se Zikmundovi vojensky a požádat o pomoc ostatní husitská města. Spojené husitské síly potom odrazily nepřítele v bitvě na Vítkově a na podzim pak znovu v bitvě pod Vyšehradem.

## Defenestrace slovy středověkých kronik
Husitská kronika Vavřince z Březové:
Potom téhož roku v neděli po sv. Jakubu, jinak 30. dne měsíce července, byli purkmistr a někteří konšelé Nového Města s podrychtářem, nepřátelé přijímání z kalicha, od obecného lidu a Jana Žižky, dvořana svrchujmenovaného českého krále, za to, že se posmívali procesí, které se tamtudy mimo radnici vracelo s velebnou svátostí oltářní od svatého Štěpána Na rybníčku do kláštera blahoslavené Panny Na písku, ohavně shozeni z Novoměstské radnice a ukrutně ubiti a usmrceni, tehdy král Václav dlel se svým dvorem na Novém hradě, vzdáleném skoro míli od Prahy. ... Konečně bylo se souhlasem obou stran usneseno, aby se Novoměstská obec pokořila králi za výtržnost, které se dopustila, shodivši konšely od něho ustanovené a hanebně je usmrtivši, a král aby potvrdil nové konšely od obce tehdy zvolené. A to se vskutku i stalo.
Kronika Bartoška z Drahonic:
Léta Páně 1419 v neděli po sv. Jakubu /30. července/ byli rychtář Mikuláš, purkmistr a konšelé Nového Města pražského svrženi z oken radnice a zabiti Žižkou a jeho spolčenci.
Historie česká Eneáše Silvia Piccolominiho:
Avšak 30. června se sešli kacíři v kostele karmelitánů, ozbrojeni obešli s nejsvětější svátostí mnoho ulic a kostelů až ke kostelu svatého Štěpána a tam vydrancovali dům kněze, který nesouhlasil s jejich bludy, a rozzuřeni zamířili s mohutným křikem k radnici. Jedenáct konšelů zachvácených strachem se spasilo útěkem, sedm, kteří zůstali, a s nimi městský rychtář a několik jiných měšťanů bylo okamžitě polapeno a vyhozeno z nejvyšších oken na náměstí; nabodli se na kopí a sudlice rozezleného lidu a poskytli roztrháni hroznou podívanou; mnich Jan stál při tom na náměstí a ukazoval svaté Kristovo tělo davu dychtícímu po krvi. Když královský komoří, který přispěchal se třemi sty jezdci, aby uklidnil vzpouru, spatřil zuřící dav, dal se v obavě o svůj život na útěk.